# Ctenochaetus truncatus
Ctenochaetus truncatus és una espècie de peix pertanyent a la família dels acantúrids.

## Descripció
- Pot arribar a fer 16 cm de llargària màxima.
- 8 espines i 25-27 radis tous a l'aleta dorsal i 3 espines i 23-25 radis tous a l'anal.
- Té nombroses taques molt petites que van del blau al groc.[2][3]

## Hàbitat
És un peix marí, associat als esculls i de clima tropical que viu entre 1 i 21 m de fondària.

## Distribució geogràfica
Es troba a l'Índic.

## Observacions
És inofensiu per als humans.